# Alan Dershowitz
Alan Morton Dershowitz, född 1 september 1938 i Brooklyn i New York, är en amerikansk advokat, professor emeritus och politisk kommentator. Han är specialiserad på konstitutionell rätt och straffrätt. Han har tillbringat största delen av sin karriär vid Harvard Law School där han 1967, vid 28 års ålder, blev en av de yngsta professorerna i juridik i dess historia. Han har hållit Frankfurter-professuren vid Harvard University sedan 1993.
Dershowitz är känd för att ha varit involverad i flera kända lagfall och kommenterar vad gäller den Arab-israeliska-konflikten. Som appellationsadvokat i brottmål har han vunnit 13 av 15 mordfall han har hanterat, och har representerat ett antal kända klienter inklusive Mike Tyson, Patty Hearst och Jim Bakker. Hans mest kända fall inkluderar hans roll 1984 när det gällde att avvisa domen av Claus von Bülow för mordförsök på dennes fru, Sunny, och som rådgivare för försvaret i O.J. Simpsons mordanklagelse 1995. Han har också företrätt Jeffrey Epstein och försvarade Donald Trump i hans första riksrätt.
Han är medlem i Demokratiska partiet. Politiskt liberal.  Han är han författare till ett antal böcker om politik och juridik, bland andra Reversal of Fortune: Inside the von Bülow Case (1985), Chutzpah (1991), Reasonable Doubts: The Criminal Justice System and the O.J. Simpson Case (1996), The Case for Israel (2003), Rights From Wrongs: A Secular Theory of the Origins of Rights (2004), The Case for Peace (2005), The Case Against the Iran Deal (2015) och The Case Against Impeaching Trump (2018).
Han skriver också artiklar för The Huffington Post. Han driver podcasten The Dershow och trots att han är demokrat är han juridisk expertkommentator på konservativa TV-kanalen Newsmax.